# Robert Glaser
Robert Glaser (* 18. Januar 1921; † 4. Februar 2012) war ein US-amerikanischer pädagogischer Psychologe, der wesentliche Beiträge zu Theorien des Lernens und Lehrens leistete. Seine Forschungsschwerpunkte lagen unter anderem in den Themen Begabung und Expertise.
Er gründete und leitete das Learning Research and Development Center an der University of Pittsburgh, war Vorsitzender der American Educational Research Association und der National Academy of Education und schrieb mehr als 20 Bücher und 220 Fachartikel.
| Personendaten    | Personendaten                              |
| ---------------- | ------------------------------------------ |
| NAME             | Glaser, Robert                             |
| KURZBESCHREIBUNG | US-amerikanischer pädagogischer Psychologe |
| GEBURTSDATUM     | 18. Januar 1921                            |
| STERBEDATUM      | 4. Februar 2012                            |